# اوریول پائولو
اوریول پائولو (اسپانیایی: Oriol Paulo‎؛ زادهٔ ۳۰ ژوئیهٔ ۱۹۷۵) فیلم‌نامه‌نویس و کارگردان فیلم اهل اسپانیا است.
اوریول پائولو مدرک لیسانس خود را در رشته ارتباطات سمعی و بصری از دانشگاه پمپئو فابرا دریافت کرد. وی بیشتر به دلیل کارگردانی فیلم‌های جسد و مهمان نامرئی شناخته می‌شود. هر دو فیلم تحسین بین‌المللی را برانگیختند و به چندین زبان بازسازی شدند.

## فیلم‌شناسی
| نام              | سمت                                  | کارگردان        | سال  |
| ---------------- | ------------------------------------ | --------------- | ---- |
| چشمان جولیا      | نویسنده و تهیه‌کننده                  | گی‌یم مورالس     | ۲۰۱۰ |
| جسد              | نویسنده و کارگردان                   | اوریول پائولو   | ۲۰۱۲ |
| آدم‌ربایی         | نویسنده                              | مار تارگارونا   | ۲۰۱۶ |
| مهمان نامرئی     | نویسنده و کارگردان                   | اوریول پائولو   | ۲۰۱۶ |
| سراب             | نویسنده و کارگردان                   | اوریول پائولو   | ۲۰۱۸ |
| ناپدید شدن       | براساس داستانی از وی                 | لی چانگ هی      | ۲۰۱۸ |
| شاهد نامرئی      | براساس داستانی از وی                 | استفانو موردینی | ۲۰۱۸ |
| انتقام           | براساس داستانی از وی                 | سوجوی گوش       | ۲۰۱۹ |
| جسد              | براساس داستانی از وی                 | جیتو جوزف       | ۲۰۱۹ |
| بی‌گناه،          | نویسنده، تهیه‌کننده اجرایی و کارگردان | اوریول پائولو   | ۲۰۱۹ |
| خطوط ناموزون خدا | نویسنده و کارگردان                   | اوریول پائولو   | ۲۰۲۲ |